# Tulista pumila var. ohkuwae
Tulista pumila var. ohkuwae, antigament coneguda com Haworthia ohkuwae, és una varietat de Tulista pumila del gènere Tulista  de la subfamília de les asfodelòidies.

## Descripció
Tulista pumila var. ohkuwae és una suculenta de creixement lent que forma petites rosetes de fulles triangulars amb tubercles dentals grans i densos. Les fulles són de color verd, verticals, corbats, de fins a 15 cm de diàmetre i fins a 25 cm d'alçada. Les flors són tubulars, de color blanc terrós i apareixen a l'estiu en inflorescències primes de fins a 40 cm d'alçada.

## Distribució i hàbitat
Aquesta varietat creix a la província sud-africana del Cap Occidental, concretament a Keurfontein.
En el seu hàbitat, es troba en una regió molt àrida.

## Taxonomia
Tulista pumila var. ohkuwae va ser descrita per (M.Hayashi) Breuer i publicat a Alsterworthia Int. 16(2): 7 a l'any 2016.
Etimologia
L'epítet varietal ohkuwae prové del nom posat pel Dr. Hayashi, que el va anomenar "Haworthia okhuwai" i es va corregir posteriorment a pel nom actual.
Sinonímia
- Haworthia ohkuwae M.Hayashi, Haworthia Study 16: 13 (2006). (Basiònim/sinònim substituït)[3]